# Carl Unger (Anthroposoph)
Carl Theodor Unger (* 28. März 1878 in Cannstatt bei Stuttgart; † 4. Januar 1929 in Nürnberg) war ein deutscher Maschinenbau-Ingenieur, Theosoph, Anthroposoph und Autor anthroposophischer Werke.

## Leben und Werk

### Kindheit, Ausbildung, Beruf und Ehe
Unger wurde am 28. März 1878 in Cannstatt als drittes von vier Kindern von Julius Saul Unger (1837–1909) und Henriette Elise Unger geb. Mannheimer (1851–1932) geboren. Er wuchs in einer jüdischen Familie mit gelehrter Tradition auf, wurde jedoch atheistisch erzogen. Sein Großvater war der Erfurter Mathematik-Professor Ephraim Salomon Unger (1789–1870), sein Vater war Bankier. Nach dem Besuch des humanistischen Gymnasiums in Cannstatt, das er 1896 mit dem Abitur abschloss, erlitt er während seines einjährigen Militärdienstes 1897 durch einen Kameraden beim Militär eine lebensgefährliche Schussverletzung. Im Herbst 1898 begann er an der Hochschule für Technik Stuttgart Maschinenbau zu studieren und promovierte am 27. Juli 1904.
Am 1. Oktober 1906 gründete er mit finanzieller Unterstützung seines Vaters eine Fabrik zur Herstellung von Präzisions-Schleifmaschinen. 1907 heiratete er Auguste Arenson (* 1886), aus der Ehe gingen vier Kinder hervor.

### Als Theosoph
Im Oktober 1903 trat er der Deutschen Sektion der Theosophischen Gesellschaft (DSdTG) bei und wurde damit Mitglied der Theosophischen Gesellschaft Adyar (Adyar-TG). Im Februar 1904 hörte er erstmals einen Vortrag Rudolf Steiners, damals Generalsekretär der DSdTG, der großen Eindruck auf ihn machte und fortan seinen Lebensweg bestimmte. Ende 1904 wurde er in der ebenfalls von Steiner geleiteten Esoterischen Sektion der Theosophischen Gesellschaft in Deutschland zugelassen. Von Steiner aufgefordert, hielt er im Mai 1907 auf einem Theosophischen Kongress in München einen theosophischen Vortrag, woraufhin er in den folgenden Jahren mehrere hundert weitere Reden über diesen Themenkreis in Deutschland und der Schweiz hielt. 1908 folgte die Berufung in den Vorstand der DSdTG, wo er eng mit Steiner und dessen späterer Frau Marie von Sivers zusammenarbeitete.

### Als Anthroposoph
Die Jahreswende 1912/13 brachte die Trennung der DSdTG von der Adyar-TG und die Gründung der Anthroposophischen Gesellschaft. Unger folgte der Richtung Steiners und wurde Anthroposoph. Neben Marie von Sivers und Michael Bauer übernahm er den Vorsitz und investierte in den folgenden Jahren viel Zeit und Energie in den Aufbau der neuen Organisation. 1914 und 1915 war er administrativer Leiter beim Bau des Goetheanums in Dornach. In ihrem gemeinsam verfassten Testament vom 18. März 1915 setzten Rudolf und Marie Steiner Carl Unger als ihren Testamentsvollstrecker ein. Im Falle des gleichzeitigen Todes der beiden Erblasser wurde ihm auch die Verfügung über den schriftstellerischen Nachlass Steiners übertragen.
Carl Unger schloss sich mit hohem Engagement der nach 1919 aufblühenden Bewegung für soziale Dreigliederung an. Als einer der Ersten überschrieb er seine gut gehende Fabrik mit damals 120 Beschäftigten der Gesellschaft Der Kommende Tag AG, einer nach Dreigliederungsideen organisierten Assoziation verschiedener Wirtschaftsunternehmen.
Als er am 4. Januar 1929 in Nürnberg einen öffentlichen Vortrag zum Thema „Was ist Anthroposophie?“ hielt, wurde er Opfer eines Attentats. Der psychisch kranke Täter Wilhelm Krieger, bis 1924 selbst Mitglied der Anthroposophischen Gesellschaft, glaubte von einer „Wesenheit“ besessen zu sein und beging, angeblich von dieser getrieben, die – wohl eher antisemitisch motivierte – Mordtat durch drei Pistolenschüsse auf das Opfer.

## Werke
- Schriften, hg. v. H. O. Proskauer, Verlag Freies Geistesleben, Stuttgart 1964ff
  - Band 1: Die Autonomie des philosophischen Bewusstseins – Die Grundlehren der Anthroposophie – Zur vernunftgemässen Verarbeitung der Geisteswissenschaft Rudolf Steiners. 1964
  - Band 2: Versuch einer positiv-apologetischen Erarbeitung anthroposophischer Geisteswissenschaft. Aus der anthroposophischen Bewegung und Gesellschaft. Esoterisches. 1966
  - Band 3: Aus der Sprache der Bewusstseinsseele. Unter Zugrundelegung der „Leitsätze“ Rudolf Steiners. 1971
- Was ist Anthroposophie? Eine kurze Einführung (Geisteswiss. Vorträge 44), Verlag am Goetheanum, Dornach 1996, ISBN 3-7235-0974-6